# جامعة آيوا

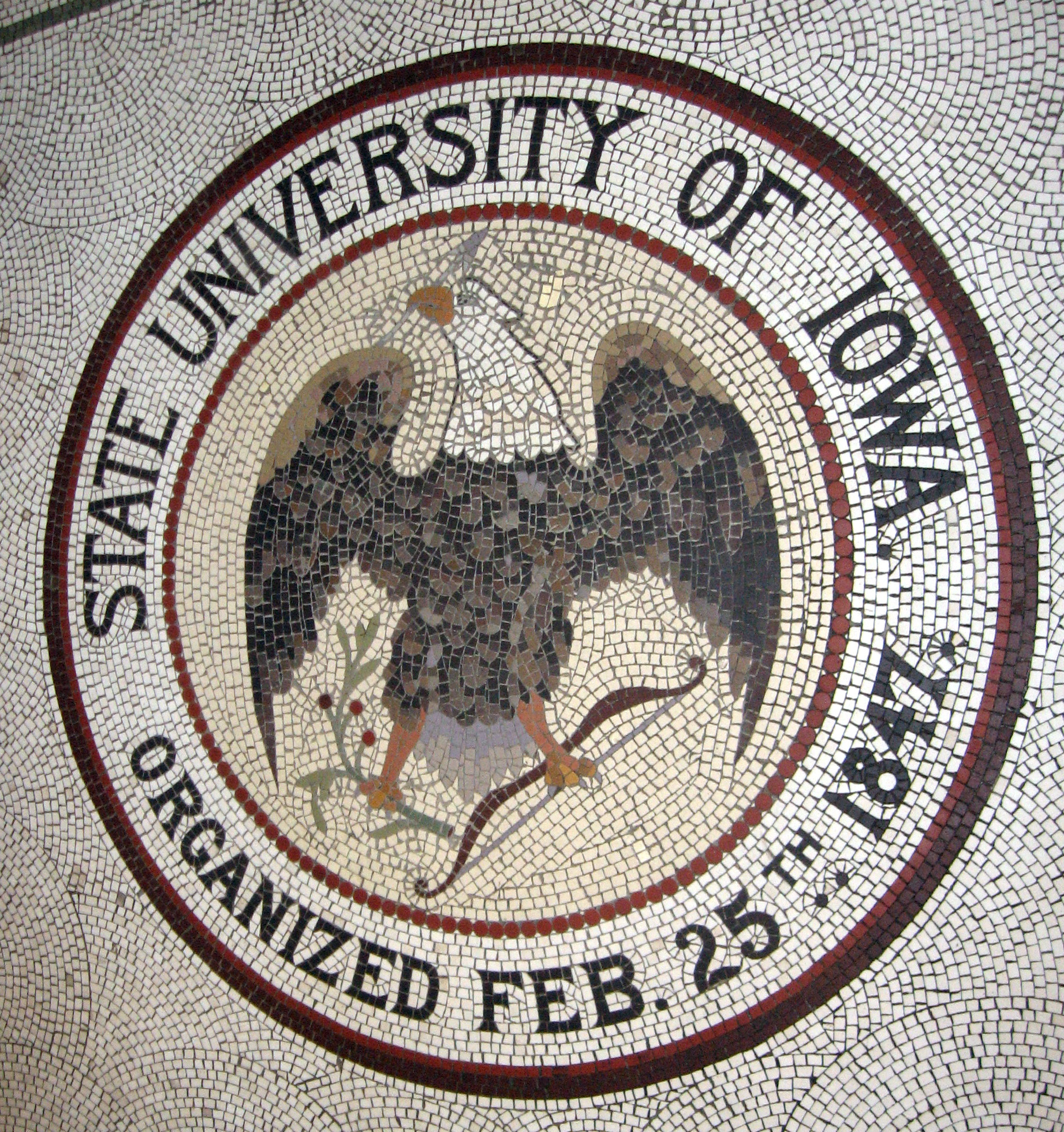
شعار جامعة آيوا

جامعة آيوا (بالإنجليزية: University of Iowa، وتُختصر UI، وهي جامعة مختلفة عن جامعة ولاية آيوا) هي جامعة بحثية عامة تابعة لولاية آيوا الأمريكية. تأسست في 25 فبراير 1847 ومقرها في آيوا سيتي، وهي أقدم جامعة عامة في الولاية، وتضم إحدى عشرة كلية جامعية. تعد جامعة آيوا من جامعات الصدارة بين الجامعات العامة في الولايات المتحدة، وتصنف وفقًا لتصنيف كارنيجي لمؤسسات التعليم العالي ضمن الفئة RU/VH من الجامعات البحثية (نشاط بحثي مرتفع للغاية). والجامعة عضو في رابطة الجامعات الأمريكية، ومؤتمر العشرة الكبار، ولجنة التعاون المؤسسي، والرابطة البحثية للجامعات.
تضم الجامعة مستشفيات وعيادات جامعة آيوا، وهي من أكبر المستشفيات التعليمية المملوكة للجامعات في الولايات المتحدة. ويجدر بالذكر أن جامعة آيوا هي أول مؤسسة تعليمية أمريكية تمنح الاعتراف العلمي للأعمال الإبداعية، وقد أنشأت درجة علمية خاصة بهذا المجال هي درجة الماجستير في الفنون الجميلة.

## الكليات والمدارس التابعة للجامعة

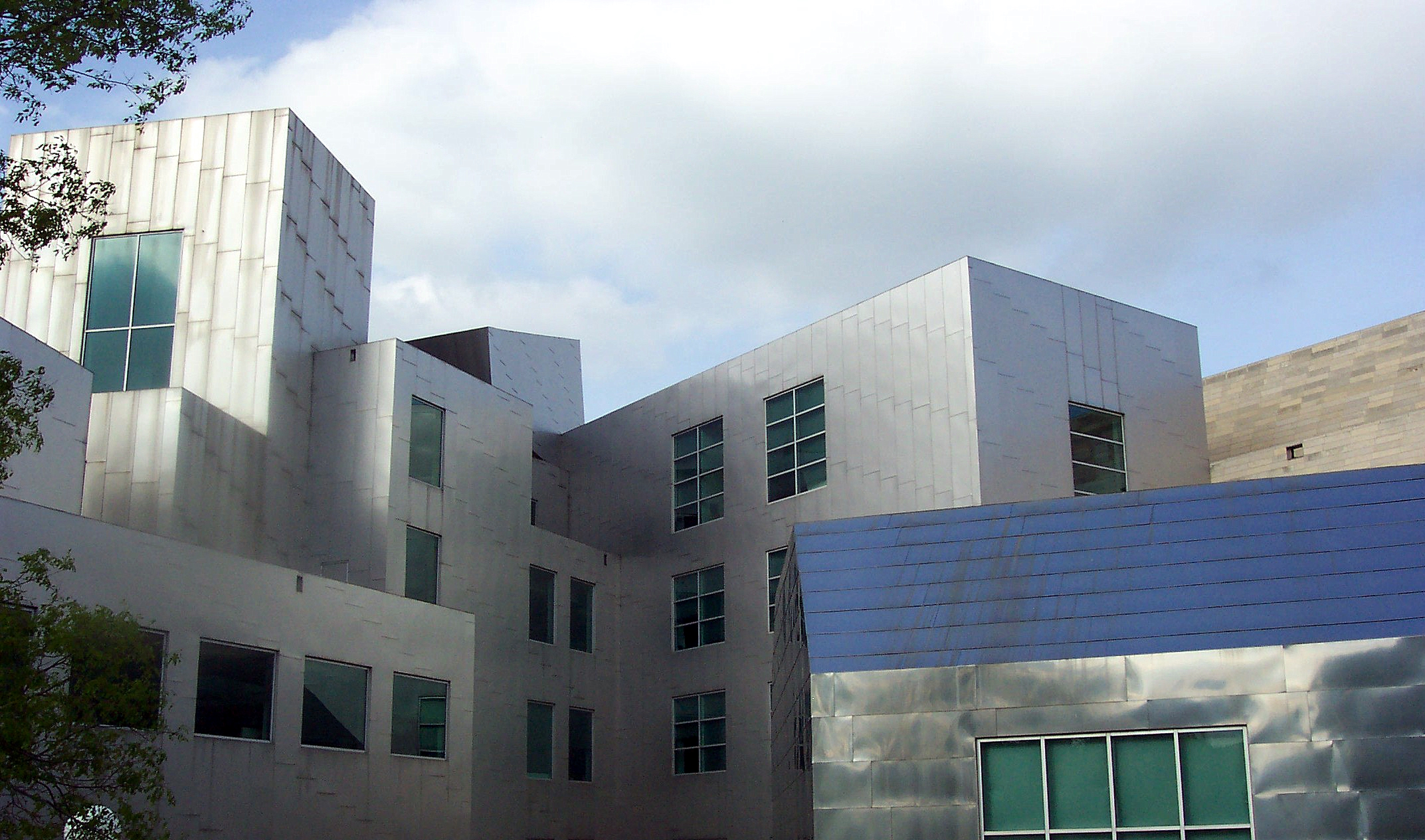
مختبر آيوا للتقنية المتقدمة

- كلية الفنون والعلوم الحرة[12]
  - مدرسة الفن وتاريخ الفن[13]
  - مدرسة الموسيقى
- كلية تيبي للأعمال[14]
- كلية الهندسة[15]
- كلية الصيدلة[16]
- كلية التربية
- كلية التمريض
- كلية الدراسات العليا
- كلية القانون
- كلية كارفر للطب[17]
- كلية طب الأسنان
- كلية صحة المجتمع بجامعة آيوا[18]
- الكلية الجامعية[19]

## تصنيف الجامعة

### محليًا
- التصنيف الأكاديمي لجامعات العالم: 54 ـ 68
- تقرير يو إس نيوز آند ورلد: 71
- واشنطن منثلي: 43

### عالميًا
- التصنيف الأكاديمي لجامعات العالم: 101 ـ 150
- تصنيف كيو إس لجامعات العالم: 192
- تصنيف التايمز لجامعات العالم: 141

## من مشاهير خريجي الجامعة
- تينيسي وليامز، الحائز على جائزة بوليتزر
- جورج غالوب، مؤسس غالوب لاستطلاعات الرأي
- موافق الرويلي .

## وصلات خارجية
- الموقع الرسمي لجامعة آيوا (بالإنجليزية)